# Biserica Sfinții Îngeri din Bistrița
Biserica Sfinții Îngeri din Bistrița este un monument istoric aflat pe teritoriul satului Bistrița, comuna Costești. În Repertoriul Arheologic Național, monumentul apare cu codul 169271.07.